# Jocques Crawford
Jocques Crevell Crawford (Memphis, 6 novembre 1987) è un giocatore di football americano statunitense che milita nel ruolo di running back per gli Helvetic Mercenaries.
Dopo aver giocato per tre squadre universitarie (Cisco College Wranglers, Kansas Jayhawks e Texas Tech Golden Eagles) non è stato selezionato da squadre NFL, rimanendo free agent per un anno; ha quindi giocato in Finlandia (con Seinäjoki Crocodiles e Turku Trojans) e Brasile (con Santos Tsunami, Corinthians Steamrollers, Recife Mariners, Cruzeiro Imperadores, Recife Vikings e Caruaru Wolves), per poi - dopo un'altra stagioni da free agent - passare alla squadra professionistica tedesca dei Berlin Thunder. Al termine della stagione 2021 della ELF è passato ai rumeni Bucharest Rebels, per tornare ai Thunder la stagione successiva. Nel 2023 è passato ai francesi Aigles Rouges de Nice e successivamente agli spagnoli Osos de Rivas. Nel 2024 è passato per un breve periodo ai Marines Lazio e in seguito ai Seamen Milano.
Dal 2025 fa parte degli Helvetic Mercenaries.

## Palmarès
- Insight Bowl (Kansas Jayhawks: 2008)
- RoBowl (Bucharest Rebels: 2021)
- Campeonato Pernambucano (Recife Mariners: 2017)
- BFA Acesso - Nordeste (Caruaru Wolves: 2019)